# 家族愛
家族愛（かぞくあい）とは、恋愛感情とは異なる家族の愛情。

## 創作における家族愛
本田透は『シスター・プリンセス』は妹の兄に対する家族愛の感情を扱った作品だと指摘している。だが、本田透は『Clannad』のように家族愛を扱った作品は、オタク向け作品など一部にしか見られなくなってしまったと指摘する。

## 社会における家族愛
野田潤は、育児や介護といった社会問題になるはずのものが、家族愛の名の下に個人の責任にされてしまっていると指摘する。また、野田潤は、日本では再生産労働の従事者は女性が大半であるため、子どもに対する親密性を強調することは母性の強調になるわけである。

## 教科書で教える家族愛
日本では2018年（平成30年）より従来あった小学校の「道徳の時間」が教科となり、検定教科書を用いて児童生徒を評価する形に変わった。
文部科学省による『小学校学習指導要領（平成 29 年告示）解説　特別の教科 道徳編』によれば、「家族愛，家庭生活の充実」に関しては以下のようなことを教えるとしている。
教科書で道徳を教えることについては、特定の価値観の押しつけや、「理想的な家族像」を示すことがかえっていじめにつながるなどの懸念があるとの意見がある。